# Left 4 Dead 2
Left 4 Dead 2 — компьютерная игра в жанре кооперативного шутера от первого лица с элементами survival horror, разработанная и изданная американской компанией Valve Corporation. Является сиквелом игры Left 4 Dead. Была выпущена для Microsoft Windows и Xbox 360 17 ноября 2009 года в США и 20 ноября в Евросоюзе и Великобритании. Мировая премьера состоялась в 2009 году на всемирной игровой выставке E3. 5 октября 2010 года Left 4 Dead 2 стала доступна на платформе macOS. 4 мая 2013 года вышла бета-версия игры на платформе Linux.
Как и в первой игре, действия Left 4 Dead 2 происходят в период после утечки неизвестного, зомбирующего людей вируса, который привел к хаосу по всем Соединённым Штатам. В центре внимания — выживание четырёх людей и их борьба с ордами Заражённых. Выжившие должны пробиваться через уровни, разделённые убежищами (англ. safe room) — хорошо укрытыми и укреплёнными помещениями, недосягаемыми для Заражённых любого типа (которые действуют как контрольные точки), с целью достижения спасательного транспорта в финале кампании.
Сразу после выхода игра имела большой успех и получила множество положительных отзывов. Как и в первой части, разработчикам удалось хорошо передать атмосферу ужаса и отчаяния, которая возникла в результате распространения в игровой вселенной неизвестного вируса, превратившего людей в зомби. Благодаря работе «Режиссёра» (искусственного интеллекта, следящего за игрой и влияющего на геймплей), каждое прохождение игры уникально и неповторимо, а упор на командные действия делает игру одной из лучших среди кооперативных шутеров. Также уникальность этой серии шутеров придаёт необычный сетевой режим, в котором команды противников поставлены в разные условия: одни играют за людей, а другие — за Особых Заражённых. Как и первая часть, игра создана на собственном движке Valve — Source версии 15 для платформ Windows NT, Xbox 360 и macOS. По сравнению с Left 4 Dead, графика в игре претерпела ряд улучшений: были добавлены погодные явления; текстуры стали лучше детализированы; анимация Заражённых и физика повреждений стали более проработанными (заражённых теперь можно разрубить, разорвать на части (при помощи взрывчатки), им можно отстрелить конечности). Также был переработан геймплей. 23 декабря 2009 года была добавлена официальная поддержка карт и дополнений из первой части игры. Также был выпущен SDK.

## Сюжет
США охватила эпидемия неизвестного вируса, который вызывает у заражённых им людей (именуемых Заражёнными) симптомы бешенства с последующими мутациями тела, превращая некоторых из них в ужасных монстров. За две недели эпидемия распространилась на несколько штатов, и власти пошли на крайние меры, начав массовую эвакуацию из заражённых зон. Четыре главных героя (именуемые Выжившими) не успели эвакуироваться с остальными и теперь пытаются найти другой путь к спасению, пробиваясь через орды заражённых людей.
Игра состоит из четырнадцати кампаний. Шесть из них портированы из первой части и повествуют о приключениях оригинальной четвёрки Выживших (кампании «Нет милосердию», «Роковой полёт», «Последний рубеж», «Похоронный звон», «Смерть в воздухе», «Кровавая жатва» и «Жертва»). Шесть кампаний посвящены приключениям новой четвёрки Выживших. События, в которых участвует новая четвёрка Выживших, протекают в южной части США, игра начинается в городе Саванна и заканчивается в Новом Орлеане. Тринадцатая кампания «Cold Stream» является пользовательской и сюжетно никак не связана с остальными. Четырнадцатая кампания «The Last Stand» (с англ. — «Последний рубеж») была добавлена 24 сентября 2020 года и рассказывает об альтернативной концовке единственной карты режима Выживания первой части «Маяк» с оригинальной четверкой выживших.
Названия кампаний:
- «Вымерший центр» (англ. Dead Center)

В главе «Отель» компании «Вымерший Центр», Выжившим придётся выбираться из горящего отеля (присутствуют элементы задымления, что уменьшает видимость).

Действие первой кампании начинается в городе Саванна (штат Джорджия), на крыше отеля The Vannah — покинутой эвакуационной точке. Вертолёт спасателей улетает прежде, чем Выжившие успевают добраться до него, и им ничего не остаётся, как искать другой путь к спасению. Посовещавшись, они решают самостоятельно добраться до ближайшего эвакуационного пункта в торговом центре. Добравшись до него, Выжившие никого там не обнаруживают — эвакуационный персонал мёртв. Тогда они принимают решение отправиться в Новый Орлеан, где согласно стендам, которые они видели в отеле, находится действующий пункт эвакуации. В качестве транспорта Выжившие выбирают гоночную машину Джимми Гиббса Младшего (вымышленного гонщика на серийных автомобилях).
- «Переход» (англ. The Passing)

Действие второй кампании начинается перед вертикально поднятым мостом, из-за которого Выжившие не могут продолжить свой путь. Один из персонажей Left 4 Dead объясняет главным героям, что мост можно опустить с помощью подъёмного механизма, который находится на другой стороне моста. Пройдя по канализации, Выжившие добираются до дизельного генератора, который подаёт питание на мост, но тот оказывается пустым. Под прикрытием персонажей из Left 4 Dead они заправляют его горючим, опускают мост и продолжают свой путь на машине Джимми Гиббса Младшего.
- «Мрачный карнавал» (англ. Dark Carnival)

Действие третьей кампании начинается на шоссе, где из-за пробки, наполненной брошенными машинами, Выжившим приходится оставить свой автомобиль. Пройдя парк развлечений Whispering Oaks («Шелестящие дубы»), они добираются до сцены, где должна была выступать с концертом группа Midnight Riders. Включив цветомузыку, запустив фейерверки и включив фонограмму их выступления, Выжившие привлекают внимание вертолёта, который их забирает.
- «Болотная лихорадка» (англ. Swamp Fever)

В кампании «Болотная лихорадка» Выжившим придётся пройти часть пути по пояс в воде.

Действие четвёртой кампании начинается в болотистой местности Луизианы. Из разговоров становится ясно, что пилот вертолёта был заражён, и Нику пришлось его застрелить. Выжившие отправляются к ближайшей плантации, где по рации связываются с паромщиком Вирджилом (англ. Virgil). Тот, определив их расположение, быстро приезжает и увозит оттуда героев.
- «Ужасный ливень» (англ. Hard Rain)

Действие пятой кампании начинается в прибрежном городе Дукател (штат Миссисипи). У лодки, на которой ехали Выжившие, заканчивается горючее, и они отправляются за ним к ближайшей заправочной станции. Эта станция оказывается пустой, и Выжившие отправляются к следующей заправке «Ducatel Diesel». Когда они туда добираются, начинается сильный ливень, который приводит к потопу. Вернувшись обратно с топливом, Выжившие вызывают Вирджила и уплывают с ним на лодке.
- «Приход» (англ. The Parish)

Действие шестой кампании проходит на улицах Нового Орлеана. Попрощавшись с Вирджилом, который поехал спасать других, Выжившие отправляются к пункту эвакуации, организованному военными. Пробравшись сквозь город и полуразрушенный мост Грамерси, Выжившие улетают на военном вертолёте, а истребители взрывают мост, помешав распространению вируса.
- «Холодный ручей» (англ. Cold Stream)

Данная кампания не связана с основным сюжетом. Действие разворачивается в горной местности. Тренер, Ник, Эллис и Рошель идут вниз по течению реки, добираются до военного вертолёта и улетают на нём.

## Главные герои

Выжившие в Left 4 Dead 2. Слева направо: Рошель, Ник, Эллис, Тренер.

Прототипы персонажей.

В игре четыре главных героя: Тренер, Ник, Рошель и Эллис.
- Тренер (англ. Coach) — 44-летний афроамериканец родом из Саванны. Когда-то он был подающим надежды защитником футбольной команды своего колледжа, но полученная травма колена поставила крест на его карьере. Теперь он работает школьным учителем физкультуры и уже далёк от идеала физической формы. Все знакомые и друзья зовут его Тренером, и он к этому привык. Поэтому во время знакомства с другими Выжившими он не стал называть своего настоящего имени, а предложил обращаться к нему по прозвищу. Несмотря на свой грозный вид, Тренер очень добродушен и дружелюбен. Он — католик, и любит иногда процитировать Библию. Очень любит шоколад. Тренер является самым старшим в четвёрке главных героев, поэтому именно он считается неформальным лидером в компании своих новых друзей. Он, как и Эллис, является фанатом группы Midnight Riders и поклонником гонок[14]. Внешность Тренера скопирована с Дарнелла Райса (англ. Darnell Rice), а озвучил его Чад Коулмэн[15] (в локализации от Акеллы — Владимир Антоник[16]).
- Ник (англ. Nick) — заядлый карточный игрок и ловкий мошенник. Ему 35 лет, он носит дорогостоящий белый костюм и любит красивую жизнь. До наступления зомби-апокалипсиса Ник путешествовал из города в город и зарабатывал на жизнь игрой в карты в местных казино. Саванна была лишь временной остановкой в жизни этого бродяги, но вспышка эпидемии спутала все его планы. Теперь он в компании новых знакомых пытается найти выход из сложившей ситуации. Ник не самый приятный тип, он любит делать циничные замечания и зло шутить над другими Выжившими, особенно над простодушным Эллисом. Тем не менее, Ник зачастую выступает голосом разума в команде[17]. Внешность Ника скопирована с Теймура Гази (англ. Taymour Ghazi), а озвучил его Хью Диллон[15] (в локализации от Акеллы — Денис Юченков[16]).
- Рошель (англ. Rochelle) — 29-летняя темнокожая девушка родом из Кливленда. Носит футболку с логотипом и участниками группы Depeche Mode. Любовь к общению определила её дальнейшую судьбу — она пошла в журналистику. За успехи Рошель повысили в должности и отправили в Саванну написать статью о тех странностях, что начали происходить в городке. Вспышка эпидемии в Атланте дала ей шанс сделать хороший репортаж, и она отправилась в эвакуационный центр — освещать события, однако развернувшийся хаос нарушил все её планы. Тем не менее Рошель не тот человек, который сдастся и будет ждать смерти. Она нашла оружие и объединилась с другими Выжившими. Несмотря на то, что Рошель, как и Френсис (герой первой части), много чего ненавидит в этом мире[18], она очень дружелюбна и мила[19]. Внешность Рошель скопирована с Шанолы Хэмптон (англ. Shanola Hampton), а озвучила её Рошелль Эйтс[15] (в локализации от Акеллы — Елена Чебатуркина[16]).
- Эллис (англ. Ellis) — простодушный, но неглупый 23-летний парень родом из Саванны. Он работает в автомастерской и любит проводить время со своими друзьями. Как и Тренер, он фанат группы Midnight Riders и поклонник гонок. Когда наступил зомби-апокалипсис, Эллис ничуть не испугался, а наоборот, хорошенько вооружившись, отправился доказывать Заражённым, что это им стоит его бояться. Эллис любит комментировать всё происходящее вокруг и часто не к месту рассказывает другим Выжившим нелепые истории про своего приятеля Кита. Эллис очень добродушный и наивный парень, из-за чего над ним часто подшучивает Ник. После знакомства с Зой (героиней первой части) в кампании «Переход» Эллис по уши в неё влюбился, что тоже послужило поводом для насмешек со стороны Ника[20]. Внешность Эллиса скопирована с Джеси МакКинни (англ. Jesy McKinney), а озвучил его Эрик Лэдин[англ.][15] (в локализации от Акеллы — Александр Комлев[16]).

После выхода дополнения The Sacrifice в игре появилась возможность играть за героев из первой части.

## Заражённые
В игре остались все виды Заражённых из Left 4 Dead — Обычные Заражённые, Охотник, Курильщик, Толстяк, Танк и Ведьма, а также были добавлены несколько новых. Это Уникальные Заражённые: учёные CEDA, клоуны, грязевики, рабочие, спецназовцы, Падшие Выжившие. И Особые Заражённые: Громила, Жокей и Плевальщица.

## Оружие и предметы
В игре остались все оригинальные виды вооружения, а также были добавлены новые виды огнестрельного оружия, включая гранатомёт и пулемёт M60, чьи боезапасы нельзя пополнить. Появились предметы улучшающие оружие — лазерные целеуказатели, повышающие точность, упаковки зажигательных и разрывных патронов, значительно усиливающие урон от выстрелов.
Кроме того, добавили оружие ближнего боя, являющиеся альтернативой пистолетам с бесконечным боезапасом. Всего 13 видов оружия этого типа: сковородка, бита для крикета, бейсбольная бита, тонфа, фомка, гитара, мачете, топор, катана, клюшка для гольфа, в том числе добавленные 24 сентября 2020 года лопата и вилы, — отличаются не только внешним видом, но и скоростью атаки и радиусом поражения. Они все, кроме бензопилы, наносят по 380 единиц урона за удар. Урон по Танку — 5 % от его жизней, по Ведьме — 25 %.
Также добавлено новое метательное оружие «Колба со слизью Толстяка», которое при попадании заставляет обычных Заражённых атаковать место, где она разбилась, или друг друга, если она попала в Заражённых.
Кроме аптечек и обезболивающих таблеток появились и другие медицинские средства — одноразовый дефибриллятор, с помощью которого можно оживить убитого Выжившего, и шприцы с адреналином, которые не только временно восстанавливают здоровье, но и повышают скорость всех действий.

## Игровой процесс
В основу игрового процесса положена борьба Выживших с ордами Заражённых. Каждая кампания состоит из нескольких уровней, которые должны пройти Выжившие, чтобы добраться до спасательного транспорта для эвакуации из заражённой зоны. Уровни связаны между собой «безопасными комнатами» (англ. safe room), «убежищами». Как только Выжившие заберутся внутрь комнаты, очистят её от Заражённых и запрут дверь, игра закончится, а следующий уровень начнётся в этой же комнате, но с надежно запертым старым выходом и доступным новым. Такие комнаты содержат оружие, боеприпасы и аптечки. Прохождение кампании осуществляется четырьмя персонажами, каждым из которых управляет человек или бот. На некоторых уровнях для продолжения пути Выжившим приходится активировать так называемые «панические события» (англ. panic event), которые приводят к появлению огромного количества Заражённых. По сравнению с первой частью «панические события» стали более разнообразными, теперь на некоторых картах появление новых Заражённых не прекращается до тех пор, пока Выжившие не выполнят определённые действия, которые устранят причину их появления.
В игре присутствует искусственный интеллект, именуемый Режиссёром (англ. AI director), который влияет на геймплей, подстраиваясь под уровень игроков и меняя такие параметры игры как количество Заражённых, частоту и место их появления, погодные условия и т. п. Благодаря его работе, каждое прохождение игры уникально и неповторимо, что повышает реиграбельность игры.
В Left 4 Dead 2 существует восемь игровых режимов. Четыре старых режима из Left 4 Dead: Одиночная игра, Кооператив, Сражение, Выживание; и четыре новых: Реализм, Сбор, Мутации и «Сражение: реализм».

### Кооператив

В главах «Бегство с завода», «Возвращение в город» и «Бегство с города» кампании «Ужасный ливень», сильный ливень ухудшает видимость и заглушает все звуки в игре.

Так как игра ориентирована на командное прохождение, этот режим является основным. Цель этого режима — пройти командой из четырёх игроков одну из кампаний. В команде может быть от одного до четырёх человек, недостающие игроки замещаются ботами, управляемые компьютером, с возможностью присоединения игрока-человека в процессе игры. Если одному из игроков нужно ненадолго прервать игру, то ему необязательно выходить из игры или просить других подождать, он может передать управление своим персонажем боту, не опасаясь, что его место займёт кто-то другой. Также управление передаётся боту автоматически, если игрок в течение 25 секунд стоял неподвижно. В игре есть четыре уровня сложности: лёгкий, нормальный, мастер и эксперт. Уровень сложности влияет на такие параметры как: величина урона от огня по своим, число Обычных Заражённых, количество здоровья и величина урона у инфицированных, частота появления новых Заражённых. После завершения кампании игрокам показывается статистика их прохождения (затраченное время, количество убитых, точность и тому подобное) и засчитываются достижения, связанные с пройденной кампанией. В этом режиме важна слаженность и взаимная помощь игроков, особенно на высоких уровнях сложности, где без хорошо скоординированных действий и взаимовыручки команда игроков-Выживших будет быстро уничтожена превосходящими силами Заражённых. Для удобства в игре присутствует возможность общаться друг с другом посредством голосовой связи или отправки текстовых сообщений. Для улучшения игрового процесса добавлена возможность проводить голосования: любой игрок может инициировать начало опроса с целью выяснения мнения остальных членов команды по важным вопросам: исключение игрока из игры, смена карты, переигровка кампании или возврат в лобби (игровую комнату). Связь осуществляется через локальную сеть или Steam.
Хотя игра предназначена для многопользовательского прохождения, возможен режим игры для одного игрока, остальными Выжившими управляет компьютер. Боты автоматически следуют за игроком-человеком, стреляют по Заражённым, лечат, спасают и помогают другим Выжившим, но не могут открывать двери убежищ, инициировать «панические события» и применять метательное оружие. По сути, этот режим является полной копией Кооператива с единственным отличием — в него играет один человек, другие игроки присоединиться не могут. При смерти игрока-человека игра заканчивается. Знакомство с Left 4 Dead 2 следует начинать именно с этого режима, тем более что это единственный режим, который не требует подключения к интернету или локальной сети.

### Сражение
В этом режиме четыре игрока берут на себя роль Выживших, а другие четыре — роль Особых Заражённых. В каждой команде должен быть как минимум один человек для начала, недостающие игроки заменяются ботами. Каждому игроку в команде Заражённых даётся в управление один из Особых Заражённых: Толстяк, Охотник, Курильщик, Жокей, Громила или Плевальщица. Два игрока не могут управлять одинаковыми персонажами за исключением некоторых случаев (это правило не распространяется на ботов). Время от времени команде Заражённых даётся и Танк, которым управляет, как правило, набравший на текущий момент больше всех очков игрок-Заражённый. Ведьма как игровой персонаж недоступна, ею всегда управляет искусственный интеллект. Через некоторое время после смерти Особый Заражённый появляется заново, причём игрок может сам выбрать в режиме возрождения — где ему появиться. Обязательным условием при этом является выбор позиции, в которой он находится вне поля зрения Выживших и не очень близко к ним. В режиме возрождения игрок Заражённых невидим для Выживших, а для других игроков своей команды отображается белым силуэтом. Также он перемещается со значительно увеличенной скоростью. В режиме Сражения убитый игрок Выживших не возрождается за закрытыми дверьми, единственная возможность его оживить — использовать дефибриллятор. После окончания каждого раунда Выжившим начисляются очки в зависимости от пройденного каждым игроком расстояния и числа дошедших до убежища. После прохождения карты или гибели Выживших, команды меняются местами. Та команда, которая набрала больше всего очков по сумме предыдущих раундов, становится командой Выживших, а проигравшие — Заражёнными. Когда будет сыграна до конца финальная карта, будет показана таблица с очками команд и определена команда-победитель.

### Выживание
Этот режим был скопирован с первой части без каких-либо изменений. Выживание повторяет отдельные эпизоды из режима Кооператива — «панические события» (англ. panic event) — когда Выжившим, чтобы продвинуться дальше, приходится отбивать нападение Орды Заражённых — большой группы из нескольких десятков зомби, включающей в себя одного или несколько Особых Заражённых. Режим Выживания отличается тем, что наступление Заражённых на его картах (представляющих собой ограниченные участки карт кампании) никогда не прекратится — Режиссёр генерирует все новые и новые орды Заражённых, по плотности и количеству противников намного превосходящие те, с которыми игрокам приходилось иметь дело в режиме Кооператива; Особых Заражённых также намного больше, они могут появляться парами и тройками, в том числе и одного вида. Начало атаки определяют сами игроки — на старте карта безопасна, и Заражённые не появляются на ней, пока Выжившие не инициируют «паническое событие». До этого момента они могут подготовиться к обороне, вооружившись, заняв выигрышные для обороны позиции и разместив по карте взрывающиеся канистры и газовые баллоны. Выиграть в режиме Выживания невозможно, цель игроков — как можно дольше оставаться в живых. Если команде удаётся продержаться определённое время, она получает медаль. Четыре минуты — бронзовая медаль, семь минут — серебряная, десять минут — золотая.

### Реализм
Этот режим представляет собой модификацию Кооператива с рядом усложнений. Во-первых, в игре больше не подсвечиваются другие Выжившие и различные полезные предметы (аптечки, гранаты, оружие). Во-вторых, все Заражённые получают меньше урона от огнестрельного оружия, только урон в голову остался без изменений. В-третьих, Ведьмы убивают с одного удара на любом уровне сложности кроме лёгкого. В-четвёртых, Ведьмы не получают дополнительный урон от дробовиков. В-пятых, погибшие игроки больше не возрождаются за закрытыми дверьми. В остальном эти два режима идентичны.

### Сбор
Этот режим схож с режимом Сражения. В нём также участвуют две команды по четыре человека, одна из которых играет за Выживших, а вторая — Заражённых. В этом режиме Выжившим предстоит собирать канистры, разбросанные по карте, и заливать их в дизельный генератор, а команде Заражённых — всячески мешать им это сделать. Выжившие ограничены по времени, изначально им даётся полторы минуты. За каждую залитую канистру Выжившим добавляется 20 секунд. Игра продолжается до тех пор, пока не будут залиты все канистры, или у Выживших не закончится время. Также игра заканчивается, если команда Заражённых выведет из строя всех Выживших. После окончания игры команды меняются местами. Второй команде для победы в раунде достаточно залить на одну канистру больше соперников. Если обе команды зальют одинаковое количество канистр, то побеждает та команда, которая залила свои канистры быстрее. Следующий раунд проигравшая команда начинает за Выживших. Играется от 1 до 5 раундов в зависимости от начальных настроек в лобби. В режиме Сбора есть ряд особенностей. Во-первых, Выживший не может залить канистру в генератор, если его бьют Заражённые. Во-вторых, Плевальщица своей кислотой может уничтожать брошенные Выжившими канистры (уничтоженные канистры через некоторое время автоматически появляются на том месте, откуда их принесли). В-третьих, если у Выживших истекло время, но кто-то из них несёт канистру в руках, то наступает, так называемый, «Овертайм»: игра не заканчивается до тех пор, пока Выживший не бросит эту канистру или не зальёт её в генератор, тем самым, выиграв для своей команды ещё 20 секунд. В-четвёртых, в отличие от Сражения, в Сборе Выжившим не придется иметь дело с Танком или Ведьмой.

### Мутации
Мутации представляют собой различные модификации существующих режимов, значительно меняющие игровой процесс, например отсутствие на уровнях аптечек или огнестрельного оружия, присутствие только определённых Особых Заражённых.

### Сражение: реализм
«Сражение: реализм» представляет собой режим Сражения с элементами режима Реализма, то есть: в игре для Выживших больше не подсвечиваются различные полезные предметы и другие Выжившие; Заражённые получают меньше урона в конечности; Ведьма убивает с одного удара; Ведьма не получает дополнительный урон от дробовиков. К тому же в игре отсутствуют дефибрилляторы и аптечки (кроме 4 начальных), а время возрождения Особых Заражённых существенно уменьшено. По сути этот режим представляет собой усложнённый для Выживших вариант Сражения. Изначально «Сражение: реализм» представляло собой один из режимов Мутаций, но после того, как во внутриигровом блоге был проведён опрос, разработчиками игры было решено сделать этот режим постоянным.

## Загружаемый контент

### The Passing
DLC «The Passing» вышел 22 апреля 2010 года.
DLC добавил новую кампанию «Переход» (англ. The Passing), новый режим игры «Мутации», новое оружие (пулемёт M60 и клюшку для гольфа), нового Специального Обычного Заражённого — Падшего Выжившего (являвшегося до этого вырезанной моделью), Ведьму в наряде невесты, новую песню в музыкальном автомате и 10 новых достижений. Также в игре появился блог разработчиков, в котором публикуется информация о новых режимах Мутации, и проводятся всевозможные опросы среди игроков. В кампании «Переход» Выжившие встречают героев из первой части, среди которых не оказывается Билла, который пожертвовал собой ради подъёма моста по сюжету кампании «Жертва». Его тело можно найти на карте «Порт» в комнате возле дизельного генератора. Также разработчики добавили несколько новых пасхальных яиц в игру. В новой песне «Save Me Some Sugar» группы Midnight Riders после первого припева идёт строчка, в которой невозможно разобрать слова. Если этот фрагмент прослушать задом наперёд, то можно услышать фразу «Bill is dead» («Билл мёртв»). На второй карте «Перехода» недалеко от бильярдной иногда можно заметить проезжающий за забором автобус группы Midnight Riders. На той же карте есть тату-салон, в котором среди множества предлагаемых рисунков для татуировки есть изображение Эллиса.

### The Sacrifice
DLC «The Sacrifice» вышел 5 октября 2010 года.
DLC добавил новую, состоящую из трёх глав, кампанию «Жертва» (англ. The Sacrifice), которая повествует о том, что случилось с Выжившими из Left 4 Dead незадолго до событий кампании «Переход», и перенесена кампания из первой части «Нет милосердию» (англ. No Mercy). Дополнение коснулось обеих частей игры. Вдобавок к дополнению разработчики выпустили комикс «Жертва» в четырёх частях, повествующий о том, что случилось с Выжившими между кампаниями «Кровавая жатва» и «Переход».

### Cold Stream
16 февраля 2011 года в официальном блоге была опубликована информация о готовящемся дополнении к игре, которое включит в себя новую пользовательскую кампанию Cold Stream от Мэтью Лоурделета, а также портирует оставшиеся кампании из первой части. Точные сроки выхода дополнения указаны не были.
22 марта 2011 года началось открытое бета-тестирование кампании Cold Stream для пользователей Windows и Mac.
24 июля 2012 года состоялся официальный выход дополнения Cold Stream для Windows и Mac OS. На Xbox 360 дополнение вышло 3 августа. Также в игре стали доступны все режимы Мутации.

### Портирование кампаний Left 4 Dead
Кампания «Смерть в воздухе» вышла раньше остальных — 21 июля, после того, как Cold Stream, находящуюся в бета-тесте, прошло свыше 60 000 игроков.
12 августа в игру была добавлена кампания «Кровавая жатва», после того как в кампанию «Смерть в воздухе» сыграло свыше 60 000 пользователей.
16 сентября 2011 года в игру была добавлена кампания «Похоронный звон». Разработчики сообщили, что дополнение выйдет к Хэллоуину.
4 ноября 2011 года в игру была добавлена кампания «Роковой полёт».

### The Last Stand
26 августа 2020 года Valve анонсировала обновление с названием «Последний рубеж» (англ. The Last Stand), содержащее одноимённую карту из оригинальной Left 4 Dead. Компания анонсировала обновление как «созданное сообществом для сообщества», а также выпустила первый тизер. О готовящемся обновлении ходили слухи ещё до официального анонса, возможные догадки сообщества сводились к тому, что Valve таким образом хочет посмотреть на интерес сообщества к шутеру 2009 года.
5 сентября был представлен второй тизер, а спустя две недели был выпущен полноценный трейлер обновления, вместе с которым был опубликован список изменений. Основные изменения — сюжетная кампания The Last Stand, основанная на одноимённой карте выживания из оригинальной Left 4 Dead, множество новых достижений, оружия и карт для различных внутриигровых режимов, а также мелкие исправления и улучшения игры. Обновление вышло 24 сентября 2020 года.

## Разработка
| Системные требования | Системные требования                                                                            | Системные требования                                                                    |
| -------------------- | ----------------------------------------------------------------------------------------------- | --------------------------------------------------------------------------------------- |
|                      | Минимальные                                                                                     | Рекомендуемые                                                                           |
| Microsoft Windows    |                                                                                                 |                                                                                         |
| ОС                   | Windows XP, Windows Vista, Windows Vista64 или Windows 7                                        | Windows XP, Windows Vista, Windows Vista64 или Windows 7                                |
| ЦПУ                  | Pentium IV 3 GHz                                                                                | Intel Core 2 Duo 2,4 ГГц                                                                |
| Объём ОЗУ            | 1 ГБ (XP), 2 ГБ (Vista)                                                                         | 1 ГБ (XP), 2 ГБ (Vista)                                                                 |
| Место на диске       | 12,5 ГБ                                                                                         | 12,5 ГБ                                                                                 |
| Видеокарта           | DirectX 9-совместимая видеокарта с 128 MB с Shader model 2.0. — ATI X800, NVidia 6600 или лучше | DirectX 9-совместимая видеокарта с Shader model 3.0. — NVidia 7600, ATI X1600 или лучше |
| Звуковая плата       | DirectX 9.0c-совместимая                                                                        | DirectX 9.0c-совместимая                                                                |

Идея выпустить Left 4 Dead 2 возникла вскоре после выхода первой части. За небольшой промежуток времени у команды разработчиков появилось несколько новых идей по улучшению игры, которые они решили реализовать, выпустив продолжение к первой части. Игре дали кодовое название «Carnation» («Гвоздика»), чтобы избежать раскрытия её деталей до официального анонса. Примечательно, что официальное название игры является каламбуром: «Left 4 Dead 2» созвучно «Left for Dead too», что переводится как «Тоже брошенные умирать».
Сценарист игры Чет Фэлизек решил, что в Left 4 Dead 2 должен быть общий сюжет, связывающий все игровые кампании воедино. Каждая кампания была сделана в своей уникальной манере и наделена особой атмосферой. В то же время для передачи общей атмосферы все кампании были разработаны параллельно одними и теми же людьми.
Left 4 Dead 2 содержит около 7800 уникальных диалогов, что на 40 % больше чем в первой части. При выборе актёров для озвучивания главных героев в первую очередь учитывали их акцент, так как он должен был соответствовать акценту их персонажей. Причём актёрам часто предоставлялась полная свобода при озвучивании ролей, так что некоторые из реплик были придуманы на ходу. Особенно это касается озвучивания персонажей Эллиса и Ника. Рэндалл Ньюсам (англ. Randall Newsome), который озвучил капитана лодки Вирджила (англ. Virgil), был актёром из Луизианы, который свободно разговаривал на местном диалекте, поэтому колоритность персонажа была передана лучше, чем сценаристы могли надеяться (в русской локализации Вирджила озвучил Никита Прозоровский). Рошель Эйтс (англ. Rochelle Aytes) была второй актрисой, которая пробовалась на роль Рошель, поэтому часть реплик, записанных с первой актрисой, пришлось переписать, но некоторые из её криков было решено оставить. Фэлизек первоначально хотел, чтобы Рошель представляла собой «сугубо деловую» женщину от Департамента по машиностроению, но этот вариант не прижился. Разработчики игры обратились к нескольким известным группам с предложением использовать их музыкальное сопровождение в игре. Depeche Mode дала согласие на использование их музыки. В знак признательности, изображение участников группы с обложки новейшего на момент выхода игры альбома Playing The Angel было помещено на футболку, которую носит Рошель.
Разработчики добавили в игру множество пасхальных яиц и отсылок к другим играм компании Valve. В кампании «Жуткий Ливень» в убежище, где Выжившие находят канистры с топливом, на стенах можно найти надписи, оставленные Четом и Эриком. Чет Фэлизек (англ. Chet Faliszek) и Эрик Волпау (англ. Erik Wolpaw) — сценаристы Valve. На первом уровне кампании «Болотная Лихорадка» можно найти подвешенный труп Громилы, его большая рука и ноги образуют греческую букву «λ» — логотип серии игр Half-Life. В кампании «Переход» от Луиса можно услышать фразу: «Боже, я чувствую себя Гордоном Фрименом». Гордон Фримен — это главный герой Half-Life. На втором уровне кампании «Мрачный Карнавал» есть тир, набрав в котором 750 очков стрельбой по мишеням можно получить сувенир — скульптуру садового гнома из Half-Life 2: Episode Two.
Этого гнома также можно заметить на постере «Мрачного Карнавала», он прячется за ногой Эллиса. В кампаниях «Болотная лихорадка», «Переход», «Приход» в барах можно найти старомодный пластиночный музыкальный аппарат. На нём доступно для проигрывания 5 песен (в «Переходе» — 6), одна из которых секретная. Шанс проигрывания этой песни составляет всего 5 %. Эта песня «Still Alive» из игры Portal. Иногда от Эллиса можно услышать фразу «Чувак, это прямо как в Team Fortress 2». Team Fortress 2 тоже игра компании Valve. Также среди надписей на стенах кампании «Переход» можно найти ряд отсылок к известным фильмам про мертвецов. «Went to save my dog. If not back in 15 minutes, drop everything and come save me. Nicole» («Ушла спасать свою собаку. Если не вернусь через 15 минут, бросайте всё и идите спасать меня. Николь») — отсылка к фильму «Рассвет Мертвецов». «Repent. The end is extremely fucking nigh» («Покайтесь. Конец чертовски близок») — отсылка к фильму «28 дней спустя».
Ещё в кампании «Переход» можно найти отсылку к игре Dead Rising. На второй карте в кафе-баре «Red flight-bar cafe» есть комната, на стенах которой можно прочесть различные надписи, среди которых можно найти послание Отису от Френка Веста (Отис и Френк — персонажи Dead Rising): «Otis, out of film, no helicopter, zombies are too fast, not going to make it. Frank West» («Отис, пленка кончилась, вертолёта нет, зомби слишком быстрые, ничего не получится. Френк Вест»). Также в игре можно найти интересную надпись «Come to me if you want M60 — Crazy Dave» («Идите ко мне, если вам нужен M60 — Сумасшедший Дейв») — это отсылка к игре Plants vs. Zombies.
Руководством Valve было решено сделать три игровых издания Left 4 Dead 2: стандартное, подарочное и коллекционное. Стандартное издание включает в себя только диск с игрой. Подарочное издание состоит из диска с игрой, диска с дополнительными материалами и руководства по истреблению зомби, эконом формат. Коллекционное издание включает в себя диск с игрой, диск с дополнительными материалами, футболку с логотипом игры, руководство по истреблению зомби и трофей-брелок «Ухо зомби».
Все игроки, сделавшие предзаказ Left 4 Dead 2, получили доступ к демоверсии игры раньше других: пользователи Xbox 360 — 27 октября 2009 года, пользователи ПК — 28 октября. Также они получили эксклюзивную бейсбольную биту, которую можно использовать в игре. Предзаказ игры для ПК-версии через Steam network также добавлял берет Билла из Left 4 Dead для ПК-версии Team Fortress 2. Демоверсия игры стала доступна для всех пользователей ПК и Xbox Live Gold 4 ноября 2009 года и 11 ноября для пользователей Xbox Live Silver. Демоверсия включала в себя первые две карты кампании «Приход».
5 октября 2009 года компания Valve заявила, что на рекламу Left 4 Dead 2 будет потрачено 25 миллионов долларов (на первую часть было потрачено 10 миллионов долларов). Рекламная кампания включала в себя рекламу по телевизору во время спортивных мероприятий, рекламу на билбордах и рекламу в журналах.
22 октября 2009 года в сеть был выложен вступительный ролик к игре.
Одновременно с выходом игры компания Valve создала сайт night-riders.com, полностью посвящённый турне по США вымышленной группы Midnight Riders, песни которой звучат в пластиночных аппаратах и в финале кампании «Мрачный Карнавал». На сайте можно ознакомиться с историей группы и нынешней деятельностью, а также приобрести футболку со списком городов и посёлков, где Midnight Riders якобы гастролировали.

## Трудности с выходом игры

### Бойкот
Через неделю после анонса Left 4 Dead 2 на E3 2009 несколько игроков Left 4 Dead призвали к бойкоту второй части игры и создали группу в Steam «L4D2 Boycott (NO-L4D2)», в которую очень быстро вступили более 10 000 участников за одну неделю, и более 37 000 за месяц. Они опасались, что Valve больше не будет поддерживать первую часть игры. Также их обеспокоило содержание видео, показанного на E3. Персонажи, изображения, музыка — всё это не соответствовало атмосфере первой части. Поклонники игры боялись, что выход второй части расколет игровое сообщество.
В ответ на эти жалобы директор по маркетингу компании Valve Даг Ломбарди заявил, что анонс второй части не означает прекращение поддержки первой части. Он объяснил, что у команды разработчиков возник ряд новых идей по улучшению игры, но их нельзя реализовать как простой загружаемый контент из-за очень большого количества нового материала и трудности выпуска большого количества патчей как в Team Fortress 2. Команде разработчиков понравилась идея выпуска продолжения игры спустя год после выхода первой части, хотя по словам Фэлизека, управляющий директор компании Гейб Ньюэлл скептически отнесся к этому предложению, но его удалось переубедить.
В сентябре 2009 года Valve пригласила двух лидеров бойкота на тест Left 4 Dead 2. Игра произвела на них приятное впечатление, и они высказали мнение, что вторая часть должна получиться очень хорошей. В группе бойкота их слова восприняли скептически.
14 октября 2009 года лидеры группы бойкота объявили, что они прекращают свой бойкот и закрывают группу численностью в 40 000 человек, так как Valve выполнила своё обещание по дополнительному материалу игры, выпустив загружаемый контент Crash Course. Лидеры группы также заявили, что группа бойкота больше не преследует ту цель, с которой она создавалась, а используется «только для поливания грязью компанию Valve и других игроков». Значительное число членов группы высмеяло заявление лидеров и обвинило их в том, что они были подкуплены Valve. На видео-интервью, опубликованном 29 октября 2009 года, Гейб Ньюэлл отметил, что люди, состоящие в группе бойкота, делают предзаказы намного активнее людей, которые в этой группе не состоят.

### Обложка игры
В Valve были вынуждены изменить оригинальную обложку игры, чтобы удовлетворить требования организации ESRB, определяющей рейтинги игр. Первоначально на обложке была изображена рука (принадлежащая Андреа Виклинд — художнице Valve), у которой были оторваны мизинец, безымянный палец и большой палец, но чтобы соответствовать более широкой возрастной группе по рейтингу ESRB изображение было изменено так, что оторванным остался только большой палец. Также была изменена обложка для выпуска игры в Великобритании, поскольку рука с двумя выставленными пальцами и повёрнутая тыльной стороной по отношению к зрителю считается там оскорблением. Поэтому в британской версии обложки изображена рука, повернутая другой стороной к зрителю. Как и на обложке первой части, отсутствие большого пальца не прошло цензуру в Германии и Японии. В японской версии обложки отгрызенный палец не виден, что связывают с традициями якудза.

### Обвинения в расизме
Вили Джефферсон из Houston Chronicle после просмотра рекламного ролика по игре высказал мнение, что некоторые из заражённых являются афроамериканцами, что является проявлением расизма. Чет Фэлизек заявил, что разработчики не пытались вложить в игру какой-то расистский подтекст, и среди Заражённых были представители разных рас, а не только афроамериканцы. В блоге Kotaku ситуацию прокомментировали следующими словами «похоже Джефферсон пытается бороться с проблемой там, где её нет». Другие отметили, что появление афроамериканцев в видео просто отражает расовое разнообразие Нового Орлеана.

### Цензура в Австралии
Left 4 Dead 2 было отказано в разрешении издаваться в Австралии комитетом по классификации фильмов и литературы. Игра была признана слишком жестокой для присвоения ей максимально возможного рейтинга «MA15+», что означало запрет на издание в стране. Однако некоторые из членов комитета высказали предположение, что игра может получить этот рейтинг, если в игре будут убраны некоторые аспекты, которые делают игру слишком жестокой. Руководство Valve были немало удивлены такому заявлению и даже подали заявление на пересмотр рейтинга, но так как апелляция была назначена на 22 октября 2009 года, дату близкую к выходу игры, в Valve пошли на уступки и предоставили изменённую версию игры специально для Австралии. Апелляция пересмотра рейтинга результата не дала, и в Австралии оставили цензурированную версию, в которой были убраны ряд элементов, в частности кровь и расчленение тел.
Австралийские игровые издания публиковали рецензии на цензурированную версию игры; так, Кам Шеа и Пач Колан из IGN Australia назвали ситуацию вокруг Left 4 Dead 2 «самым тревожным проявлением цензуры в истории Австралии», а саму игру описали как «низкопробный продукт, который портит репутацию Valve и оскорбляет австралийских игроков». В 2014 году австралийские игроки получили обновление, убирающее из игры цензуру.

### Цензура в Германии
Как и в случае с австралийской версией, Valve пришлось сильно цензурировать версию игры для выпуска её в Германии. Комитет Unterhaltungssoftware Selbstkontrolle присвоил игре ярлык «Bundesprüfstelle für jugendgefährdende Medien», чтобы предотвратить продажу игры детям. 15 февраля 2010 года суд Тиргартена конфисковал все европейские PC-версии игры по обвинению в нарушении статьи «§ 131 StGB» (демонстрация насилия). В немецкой версии игры была вырезана вся жестокость и расчленение. Вместо этого были добавлены 5 эксклюзивных видов оружия из Counter-Strike: Source: MP-5, Steyr Scout, Arctic Warfare, SG-552 и нож. Все игроки с обычной версией игры, играющие с немцами, автоматически получают возможность полноценно использовать это оружие.
В 2021 году немецкие регуляторы по просьбе Valve повторно проверили содержимое игры и разрешили выпустить игру без цензуры. Valve выпустили DLC, которое могут установить все немецкие игроки, нивелирующее разницу между немецкой и мировой версиями игры.

## Отзывы и продажи
| Сводный рейтинг       | Сводный рейтинг               |
| Агрегатор             | Оценка                        |
| --------------------- | ----------------------------- |
| GameRankings          | 89,05 % (X360) 88,26 % (PC)   |
| Metacritic            | 89/100 (Xbox 360) 89/100 (PC) |
| Иноязычные издания    |                               |
| Издание               | Оценка                        |
| 1UP.com               | A                             |
| ActionTrip            | 8,7/10                        |
| Edge                  | 9/10                          |
| Eurogamer             | 9/10                          |
| Game Informer         | 9,5/10                        |
| GameSpot              | 9,0/10                        |
| GameTrailers          | 8,7/10                        |
| IGN                   | 9,0/10                        |
| OXM                   | 9,5/10                        |
| Русскоязычные издания |                               |
| Издание               | Оценка                        |
| Absolute Games        | 85/100                        |
| «PC Игры»             | 8,5/10                        |
| PlayGround.ru         | 8,7/10                        |
| «Игромания»           | 9/10                          |
| «Страна игр»          | 9/10                          |

Left 4 Dead 2 получила много положительных отзывов от игровых изданий. Сайт Ars Technica похвалил реиграбельность игры и внимание к деталям. Журнал Libération также хорошо отозвался об игре, отметив, что Valve является одной из немногих компаний, разрабатывающей достойные игры для PC-игроков. IGN считает, что изменения пошли игре на пользу, и что любой, кому понравилась первая часть, должен купить вторую. Eurogamer также похвалил игру, отметив оригинальность нововведений. Left 4 Dead 2 получила награду «Лучшая игра на Xbox 360» на Spike Video Game Awards в 2009 году. Также игра была номинирована в категориях «Выдающиеся достижения в разработке игр», «Выдающиеся достижения в разработке онлайн игр» и «Экшн игра года» на Interactive Achievement Award, проводимой Академией интерактивных искусств и наук. Игра заняла второе место в номинации «Шутер года» (2009) журнала «Игромания».
Помимо положительных отзывов Left 4 Dead 2 получила и ряд критических замечаний. Все игровые издания отметили сильную схожесть игры с оригиналом и выражали недоумение по поводу столь скорого выхода сиквела. К тому же сразу после выхода игра работала не очень стабильно. Пользователи Xbox 360 жаловались на сильные лаги и высокий пинг. У пользователей ПК игра часто прекращалась с критическими ошибками. Сервера Steam не справлялись с нагрузкой и не успевали обрабатывать все запросы, из-за чего в первую неделю у многих игроков не сохранялись заработанные достижения. И хотя в последующих патчах большинство ошибок было исправлено, по-прежнему нередки случаи, когда Steam не может авторизовать игрока и отключает его от игры.
Оценки продаж для игры до момента выпуска были высокими. На июль 2009 года Left 4 Dead 2 занимала пятое место в списке самых ожидаемых игр.
Согласно словам директора по маркетингу Дага Ломбарди, предварительные заказы игры, спустя месяц после анонса вдвое превысили предзаказы по первой части за аналогичный промежуток времени.
В пресс-релизе 5 октября 2009 года на основании предзаказов Valve объявила, что Left 4 Dead 2 станет самым быстрораспродаваемым продуктом за всю историю компании.
В интервью в ноябре 2009 года сценарист игры Чет Фэлизек сообщил, что число предварительных продаж игры Left 4 Dead 2 вчетверо больше, чем было у первой части. 1 декабря 2009 года Valve сообщала, что за две недели было продано в розницу более чем два миллиона копий Left 4 Dead 2, что вдвое больше продаж для первой части за аналогичный период.
Согласно NPD Group версия игры для Xbox 360 была пятой в списке самых покупаемых игр в ноябре 2009 года, было продано более 744 000 копий.
В феврале 2010 года дистрибьютор игры, Electronic Arts, сообщил, что розничные продажи игры составили около 2,9 миллионов копий, в то время как согласно журналу Forbes продажи в магазинах составили свыше 4 миллионов копий.
17 ноября 2010 года в блоге игры была опубликована информация, что к играм Left 4 Dead и Left 4 Dead 2 в совокупности было продано более 9 миллионов копий.
Left 4 Dead 2 получила премию BAFTA в области игр 2010 года в номинации «Multiplayer».
Летом 2018 года, благодаря уязвимости в защите Steam Web API, стало известно, что точное количество пользователей сервиса Steam, которые играли в игру хотя бы один раз, составляет 23 143 723 человек.